# مستر فريز
مستر فريز (بالإنجليزية: Mr. Freeze)‏ هو شخصية شرير خيالية يظهر في القصص المصورة التي تنشرها دي سي كومكس. يظهر عادة كعدو للبطل الخارق باتمان. هذه الشخصية من ابتكار كل من بوب كين، ديفيد وود وشيلدون مولدوف. ظهر للمرة الأولى في كتاب باتمان العدد رقم 121 في شهر فبراير سنة 1959. مستر فريز هو عالم مجبر على ارتداء بدلة تبريد عميق من أجل أن يعيش بعد أن وقع له حادث أثناء محاولته علاج مرض عضال أصاب زوجته. جرائمه عادة تكون لها علاقة بالبرودة أو التجميد ويستخدم «مسدس التجميد».